# Ansa a longobarzilor
Ansa sau Ansia a fost soția lui Desiderius, ultimul rege al longobarzilor din Italia.

## Biografie
Ansa era probabil o membră a unei familii nobile longobarde, fiică a unui oarecare Verissimo și soră cu fostul rege Hildeprand al longobarzilor și nepoată a regelui Liutprand.
În anul 753 Ansa a fondat mănăstirile San Michele și San Pietro din Brescia. Mai târziu a unit aceste mănăstiri cu San Salvatore di Brescia și Santa Maria. După anul 759 Ansa apare în mod frecvent în documentele emise de regele Desiderius și a fost probabil „arhitectul” politicii acestuia privitoare la religie.
Pe 5 iunie 774 a fost alături de soțul ei când acesta s-a predat francilor conduși de Carol cel Mare care cucerise Pavia. Cei doi, împreună cu o fiică al cărei nume nu e menționat (probabil Desiderata), au fost trimiși la Liège sau Corbie, dar li s-a permis să se reîntoarcă în 775. Paul Diaconul a scris Epitaphium Ansae reginae lăudând inițiativele, pietatea și frunusețea reginei: coniunx pulcherrima („cea mai frumoasă soție”).

## Descendenți
Ansa și Desiderius au avut următorii copii:
- Anselperga (sau Anselberga), abatesă de San Salvatore;
- Adelperga (sau Adelberga), căsătorită cu ducele Arechis al II-lea de Benevento;
- Liutperga (sau Liutberga), căsătorită cu Tassilo al III-lea, duce de Bavaria;
- Desiderata, căsătorită cu Carol cel Mare în 770 și divorțată în 771;
- Adalgis (sau Adelchis), patricieni în Constantinopol.